# Matteo Brighi
Matteo Brighi (Rimini, 14 de fevereiro de 1981) é um Ex-futebolista profissional italiano que atuava como meio-campista. 

## Títulos

### Clubes
Roma
- Coppa Itália: 2007-08
- Supercopa Italiana: 2007

Juventus
- Supercopa Italiana: 2002

### Internacional
Itália
- Campeonato Europeu de Futebol Sub-21: 2004

## Curiosidades
- Curiosamente, mesmo sem nunca ter passado perto do prêmio de melhor jogador do mundo, Brighi era o melhor jogador do game eletrônico FIFA Football 2003, com uma nota absurda de "97", o que o fez tornar-se uma lenda, ao menos para os amantes dos games.[1]